# Ама-но-хасідате
35°34′10″ пн. ш. 135°11′31″ сх. д. / 35.56956111° пн. ш. 135.19200833° сх. д.
Ама-но-хасідате (яп. 天桥 立) — піщана коса, що розташована на півночі префектури Кіото. Один з трьох знаменитих краєвидів Японії.

## Короткий опис
Піщана коса поєднує два протилежних береги затоки Міяцу та відокремлює від затоки лагуну Асоумі. Коса поросла соснами і має довжину 3,3 км. Назва коси перекладається з японської як «Небесний міст».
Найкращі краєвиди на косу відкриваються з гір на обох берегах затоки. Косу можна перейти пішки, щоб помилуватися місцевими краєвидами. Туристам зазвичай радять нахилитися і подивитися на «Небесний міст» між власних ніг, щоб побачити косу, яка ніби зависла в небі. Туристи, що роздивляюся косу таким чином, самі стали улюбленим мотивом для фотографування.
Коса неповністю з'єднує два береги затоки: в її кінці розташований розсувний міст, що дозволяє туристам досягати іншого берега та одночасно пропливати попід мостом моторним човнам. Неподалік від південного краю коси знаходиться буддійський храм Чіоні-джі.
Також на цій косі знаходиться джерело чистої води Ісосіміцу, що використовувалося з періоду Хейан. 1985 року це джерело було номіноване на конкурсі в категорії «Найгарніші води Японії».

## Галерея

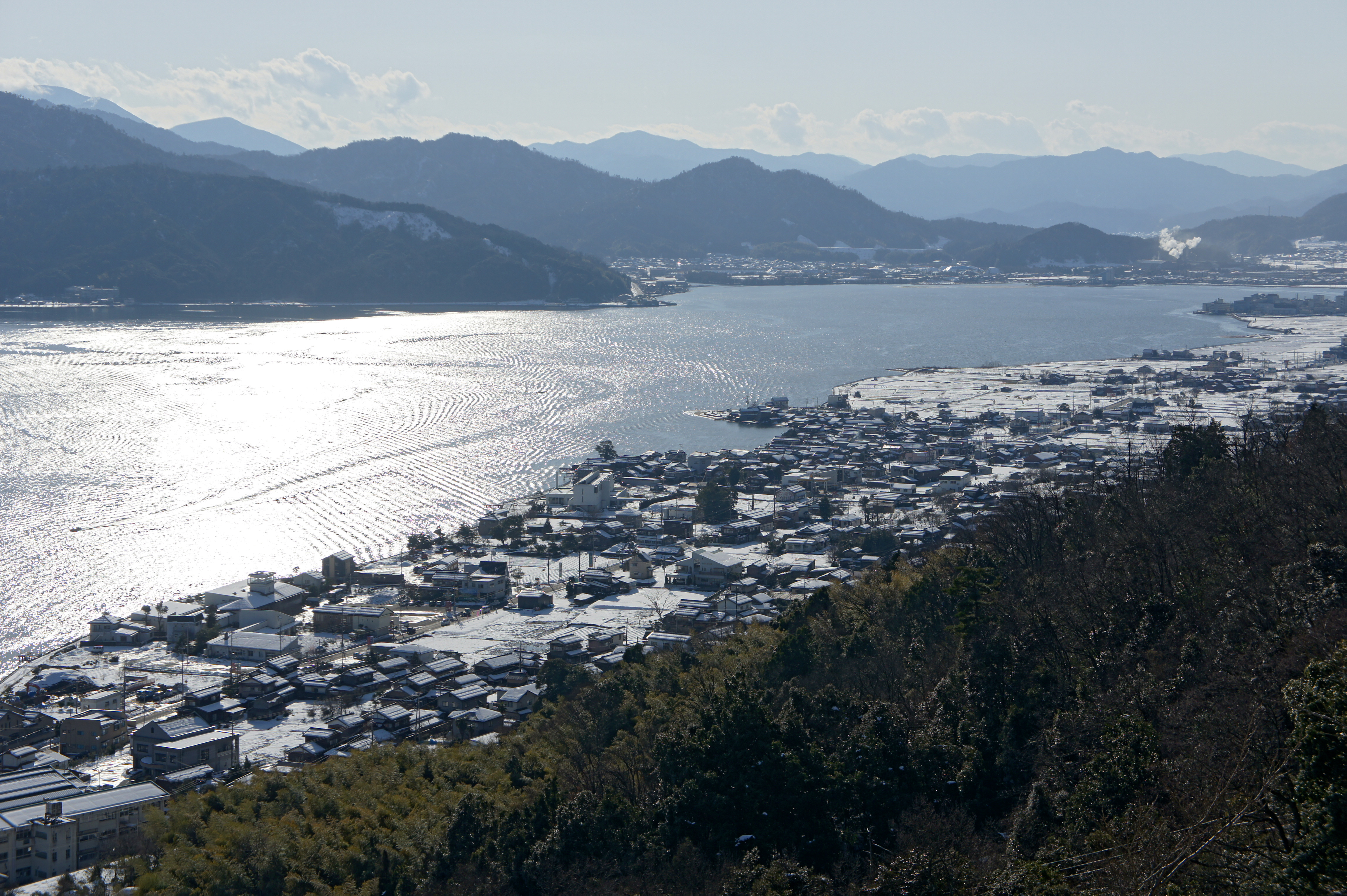
Асоумі
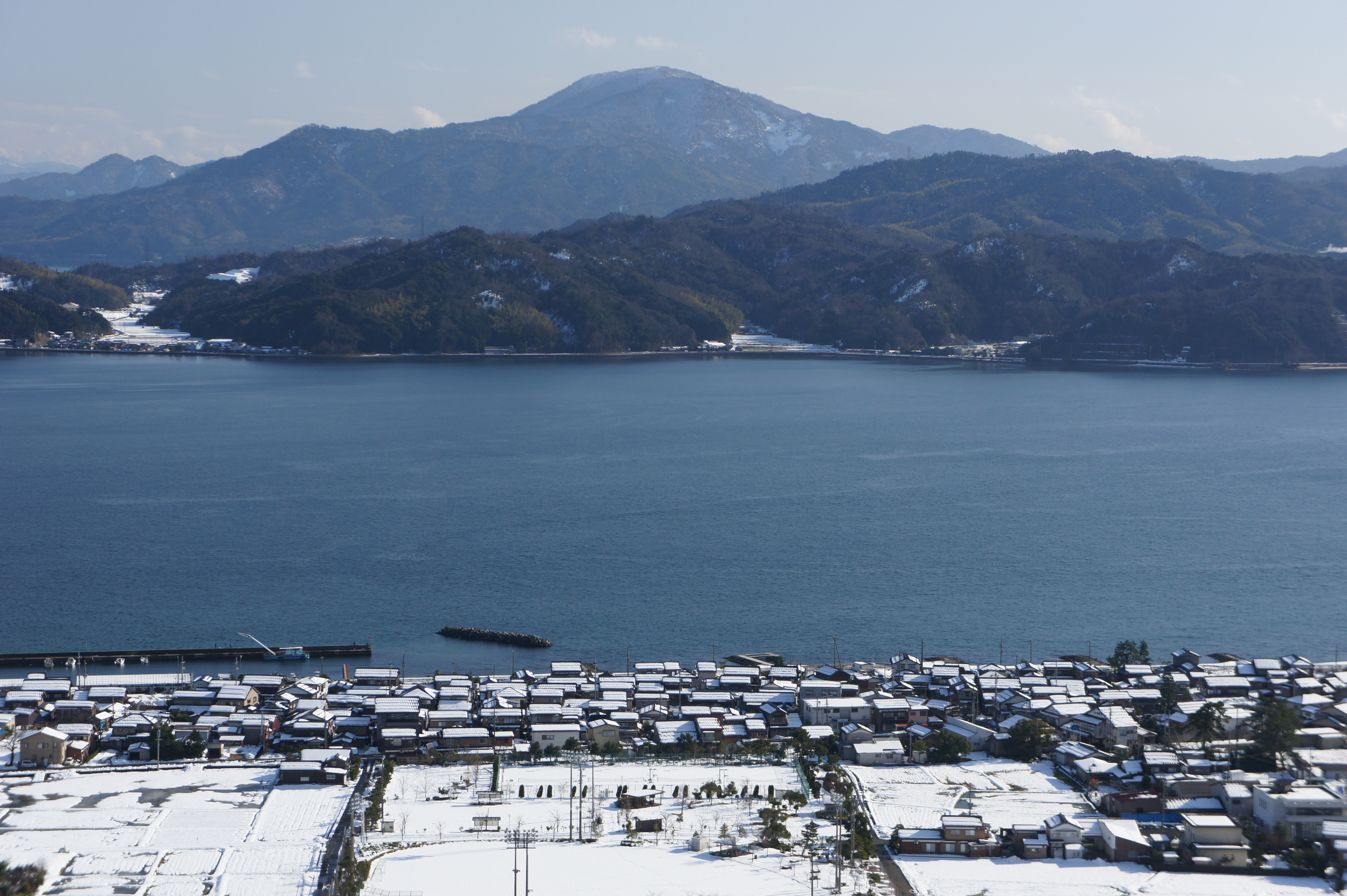
Затока Міяцу
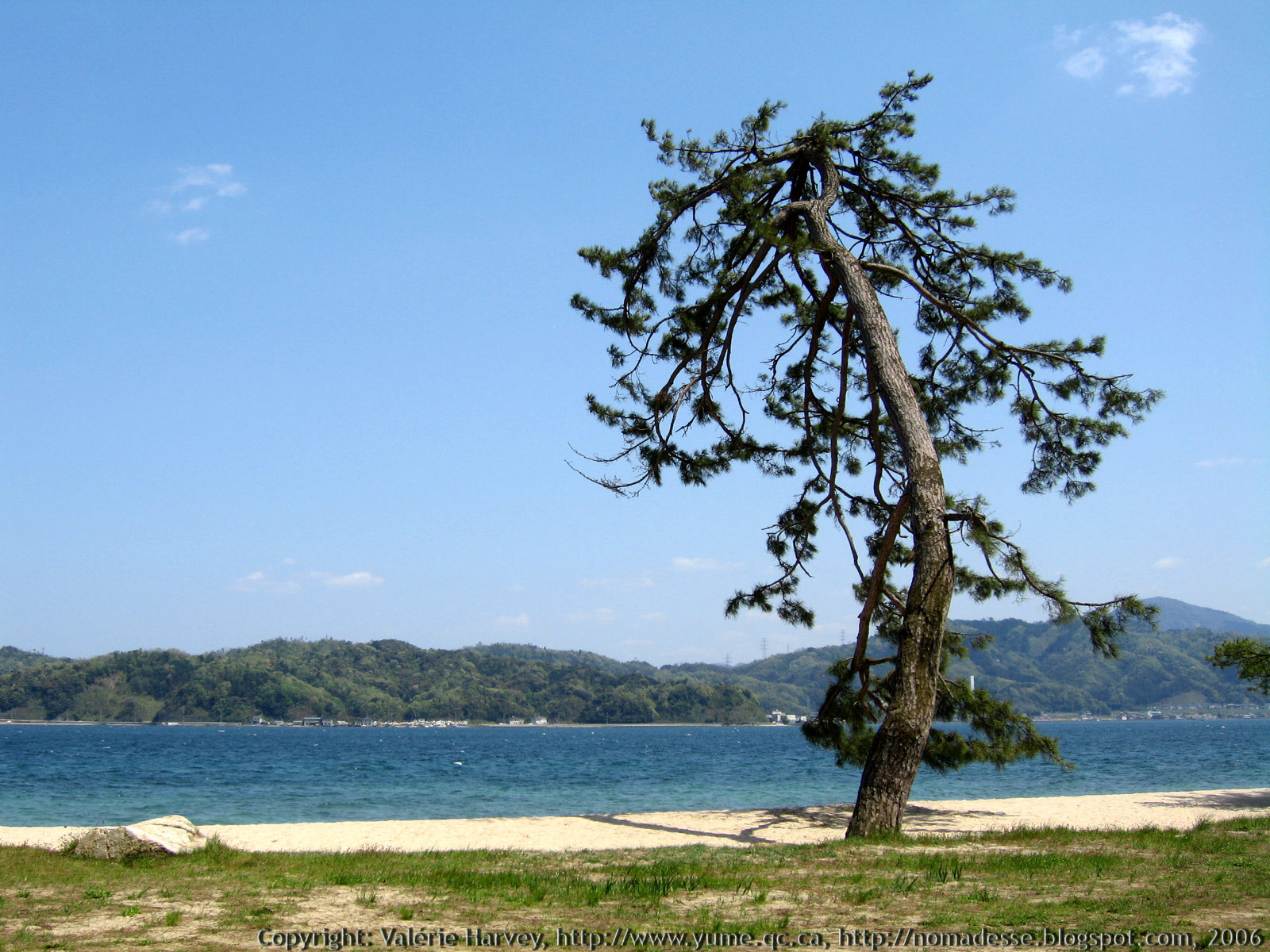
Ама-но-хасідате
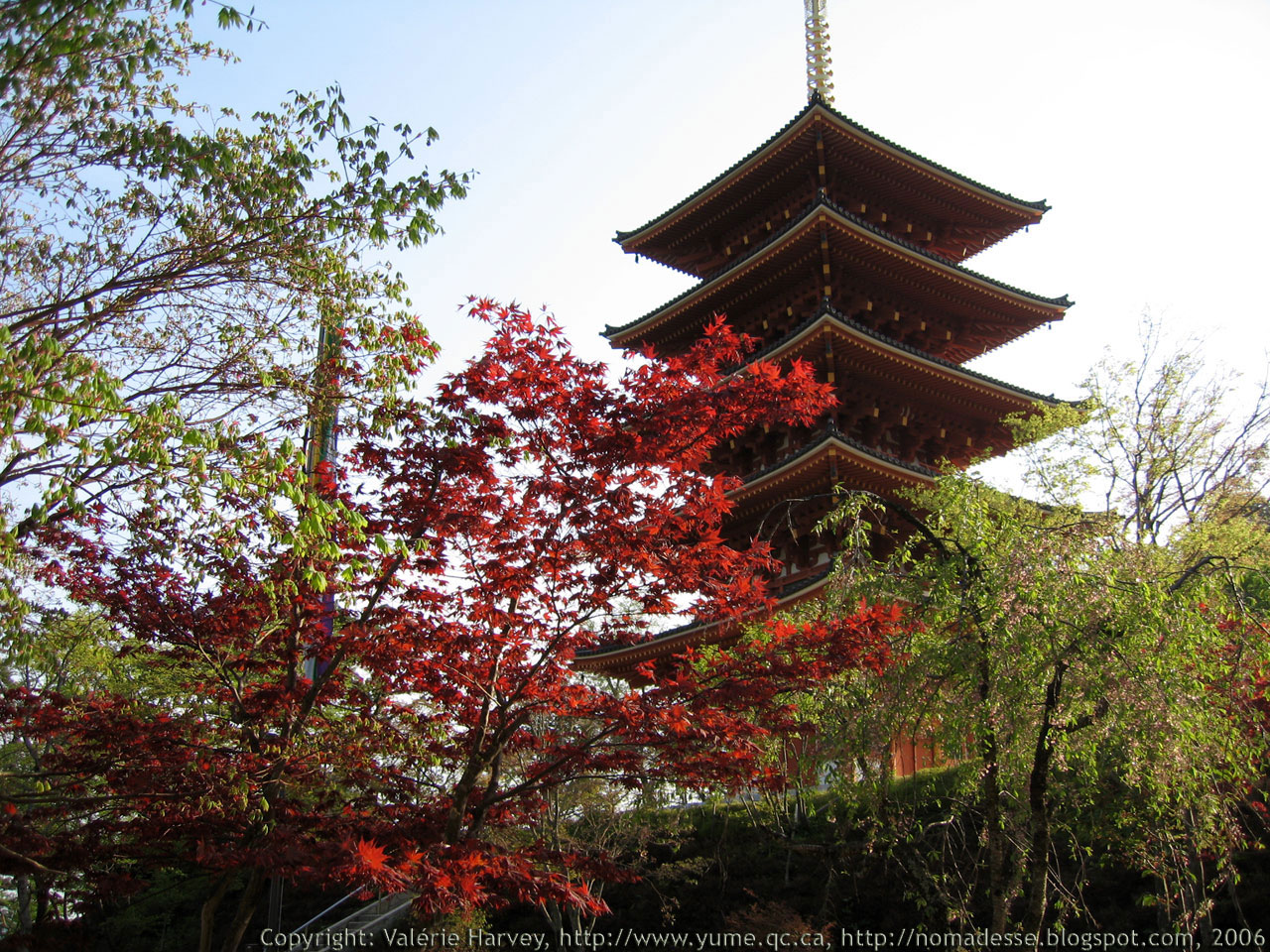
Буддійський храм
Вид на Ама-но-хосідате, Сессю, 1501-1506.
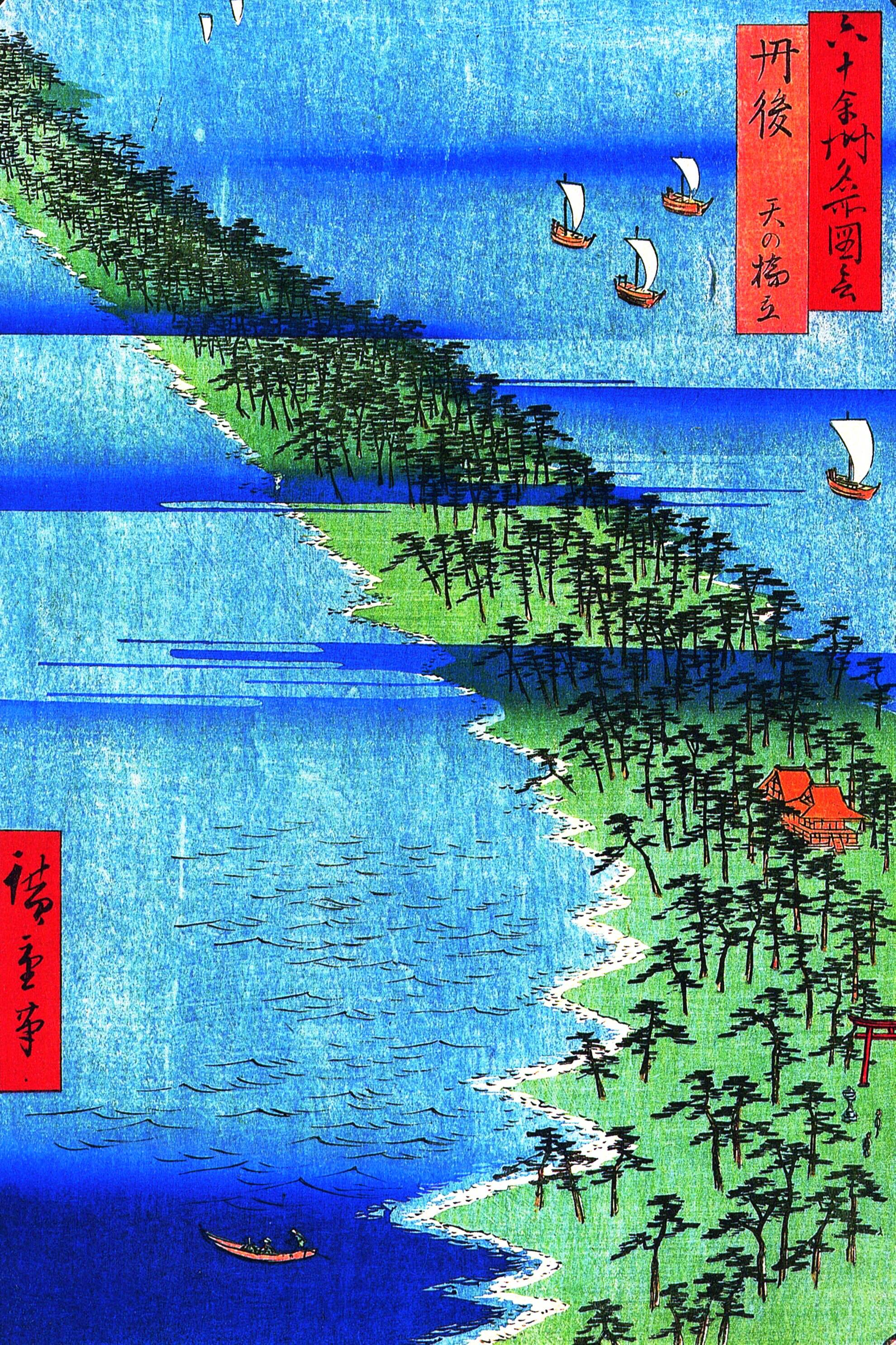
Аманохасідате на гравюрі Укійо-е Хіросіге
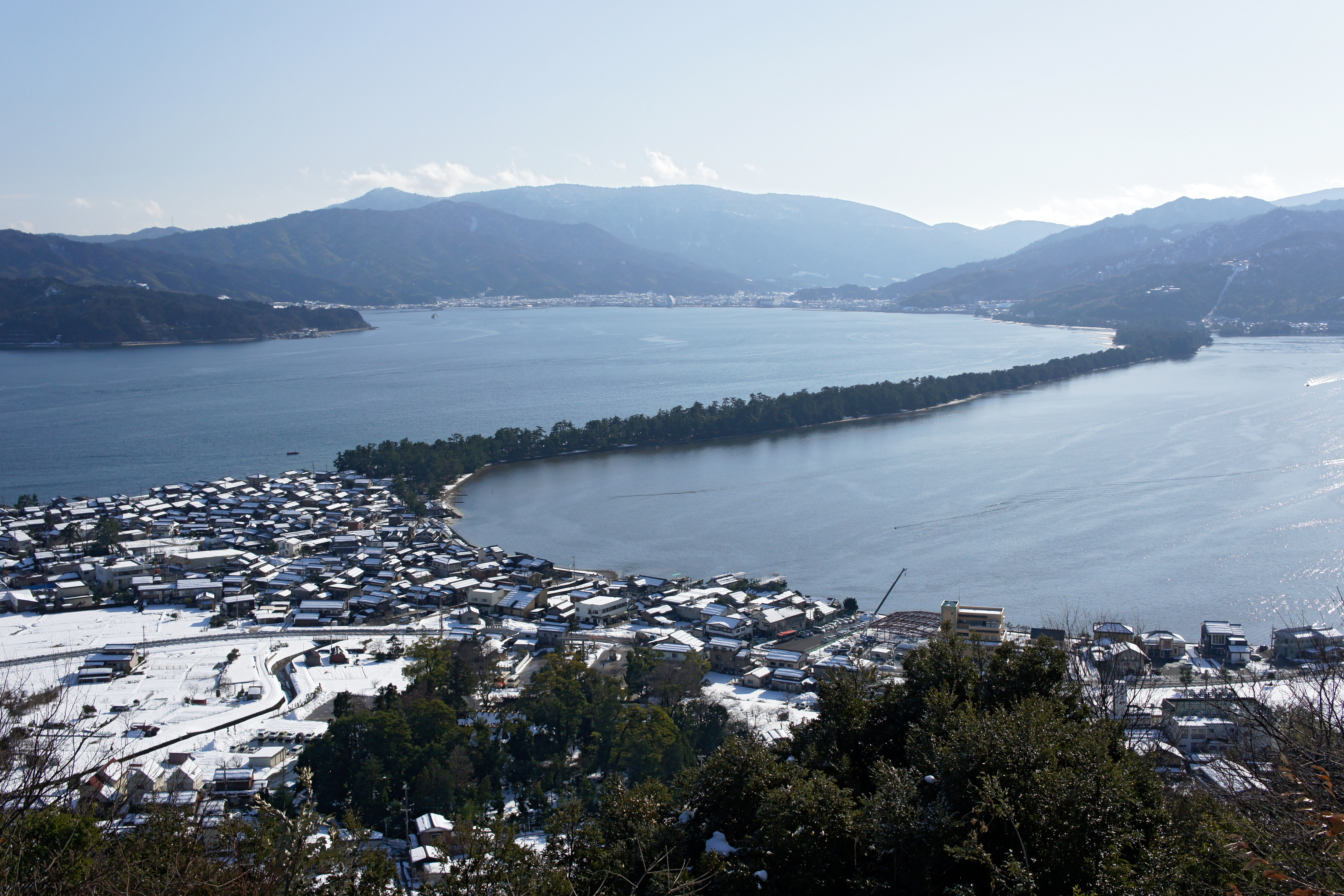
Ама-но-хасідате
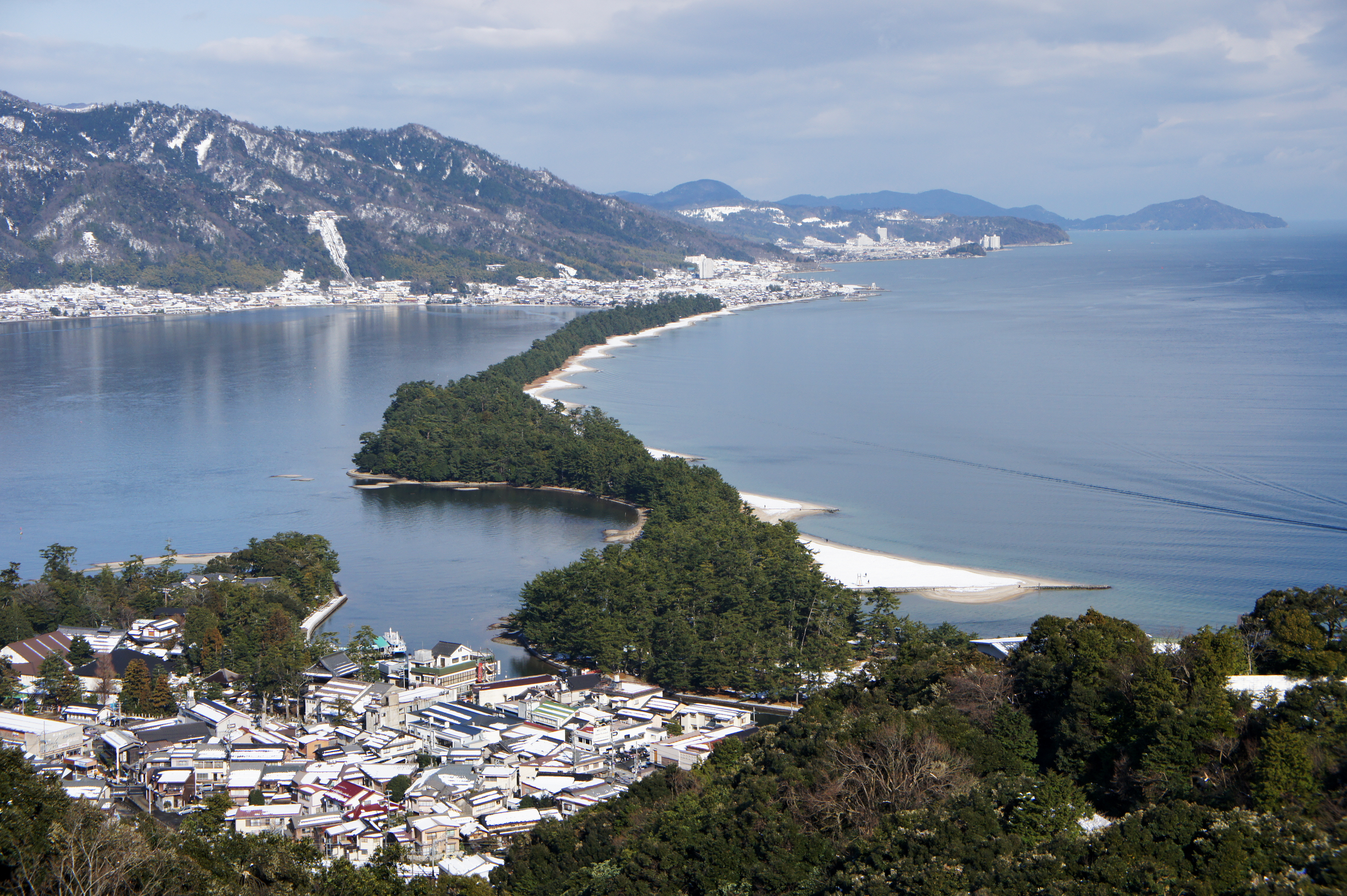
Ама-но-хасідате з півдня